# Crash test

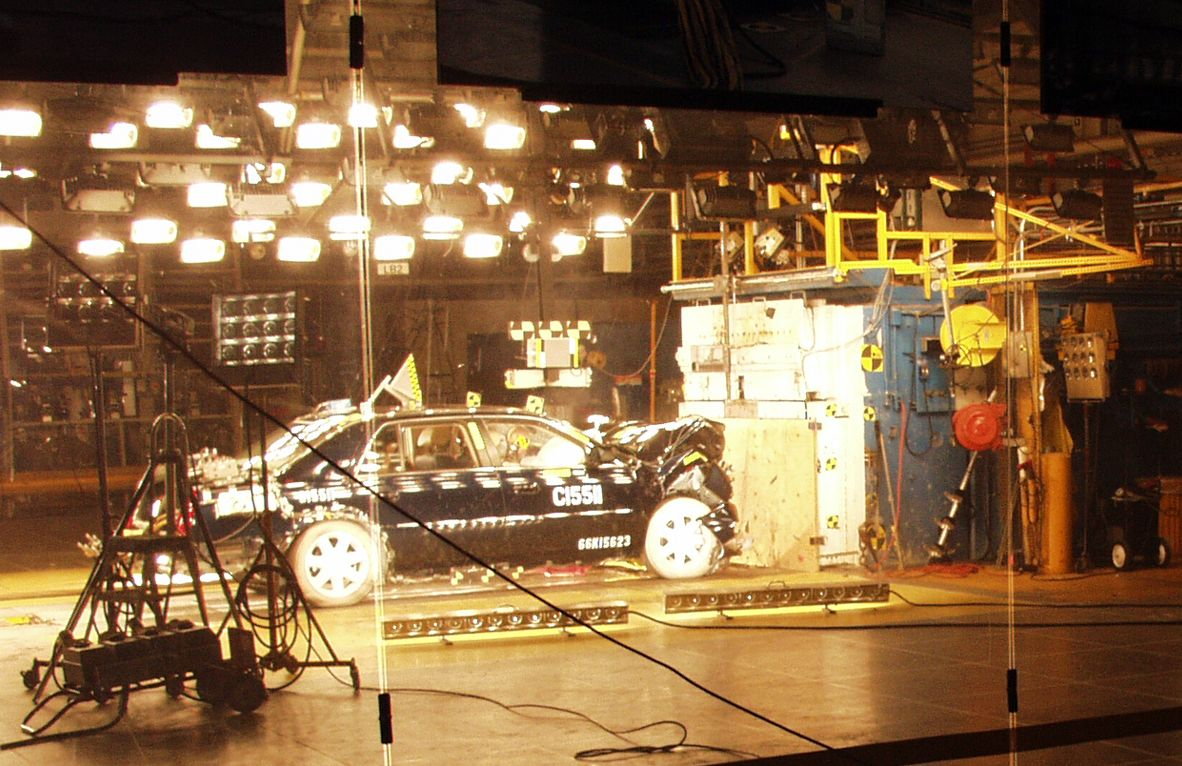
Un crash test alla General Motors

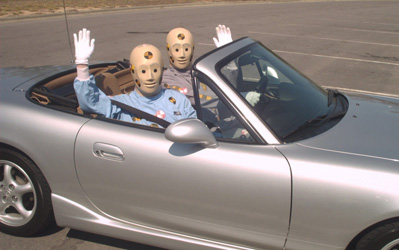
Manichini da crash test

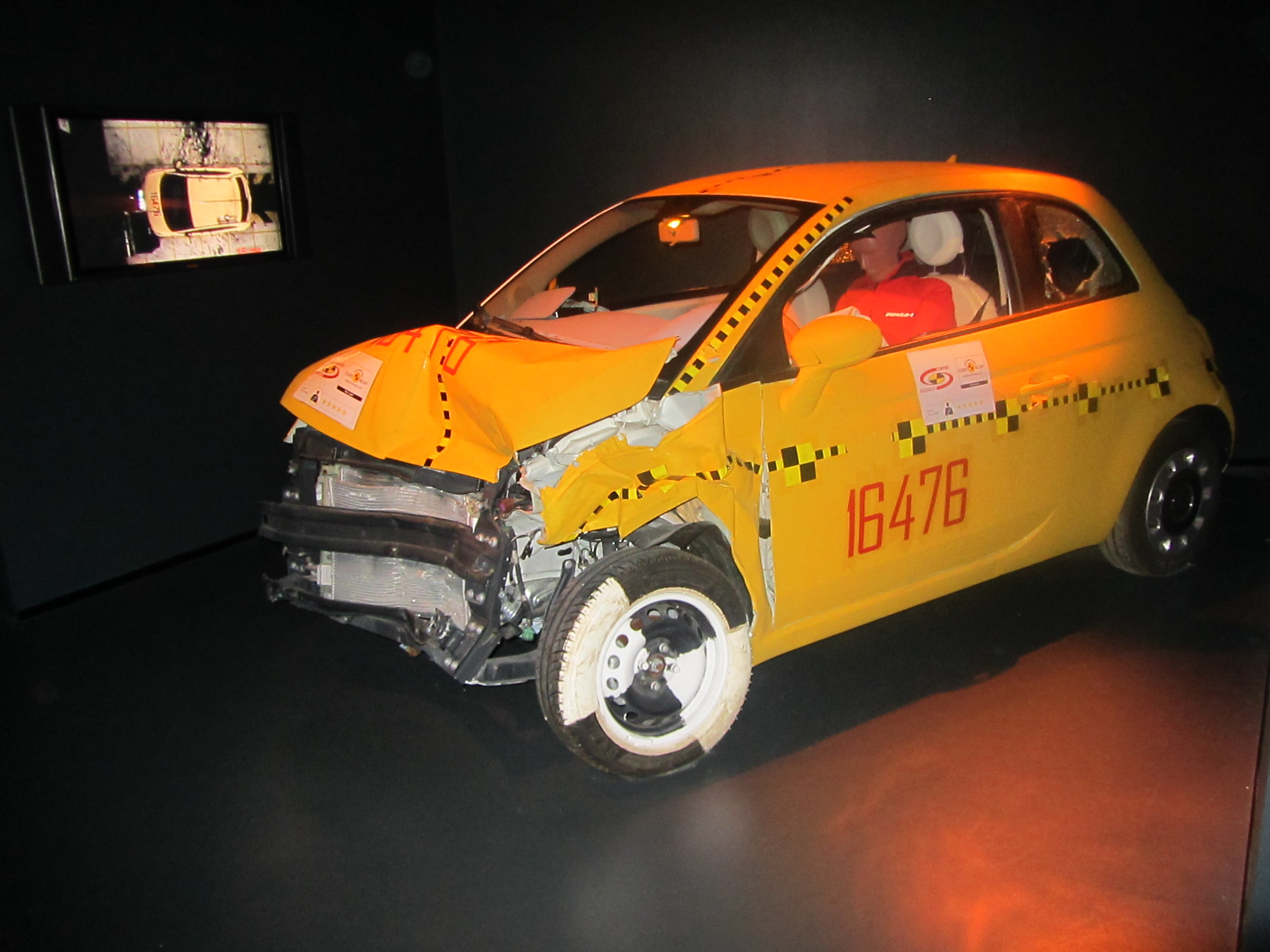
una Fiat 500 del 2007 sottoposta a crash test ed esposta al Museo dell'automobile di Torino.

Un crash test o prova d'impatto è una forma di collaudo distruttivo di solito eseguito per verificare la sicurezza delle automobili, degli autocarri e delle motociclette e dei relativi componenti. È solitamente effettuato da ditte private su commissione di enti nazionali o internazionali (ad esempio della Comunità economica europea).

## Tipi
La velocità e modalità dei test varia a seconda del test stesso.
- Urto frontale pieno, quello a cui si pensa subito parlando di crash test. Esso è solitamente un impatto contro un muro di cemento rivestito di una barriera di alluminio (indile solitamente, e qualche volta deformabile e capace di assorbire parte dell'urto), ad una velocità precisa, ma può essere anche un test contro un altro veicolo. I veicoli 4WD sono stati spesso esclusi da questi test a causa della loro "altezza". Il test frontale pieno serve a valutare in particolare l'efficienza dei sistemi di sicurezza quali airbag e cinture di sicurezza.
- Urto frontale disassato, in cui solo una parte dell'anteriore dell'auto impatta contro una barriera o un veicolo. La loro importanza è dovuta al fatto che le forze d'impatto rimangono approssimativamente le stesse di un urto frontale pieno, ma sono assorbite da una parte più piccola dell'auto (spesso è circa il 40%, ma un tipo di test dell’IIHS riguarda il 25%), nell'omologazione la velocità è di 56 km/h, nel test EuroNCAP è di 64 km/h.
- Urto laterale: queste forme di incidenti hanno un'alta probabilità di fatalità perché le auto non hanno una grande zona di deformazione per assorbire l'impatto prima di ferire un occupante. Solitamente viene lanciato un carrello del peso di circa 950/1000 kg contro il lato conducente di un veicolo fermo. A seconda delle compagnie che effettuano il test, il carrello può impattare perpendicolarmente o a 45° ad una velocità di 50 km/h.
- Rollover (cappottamento) in cui si testa l'abilità dell'auto (specificamente i montanti che sorreggono il tetto) a sopportare il proprio peso in un impatto dinamico.
- Il test dell'alce è usato in Svezia da decenni per testare la stabilità di un veicolo che deve scartare un ostacolo che gli si pone improvvisamente davanti, quale appunto, un alce.
- La prova del palo è usata per assicurarsi che i guard-rail proteggano gli occupanti del veicolo e per controllare che i guard-rail stessi, i pali della segnaletica, i pali della luce e simili accessori non procurino eccessivi danni agli occupanti, test eseguito a 29 km/h.
- Il Test del pedone è stato effettuato da alcune case automobilistiche per proteggere i pedoni in caso di un eventuale investimento a 40 km/h. Gli standard di sicurezza sono la prevenzione della frattura al femore e la protezione della testa da lesioni gravi.

## Raccolta dei dati

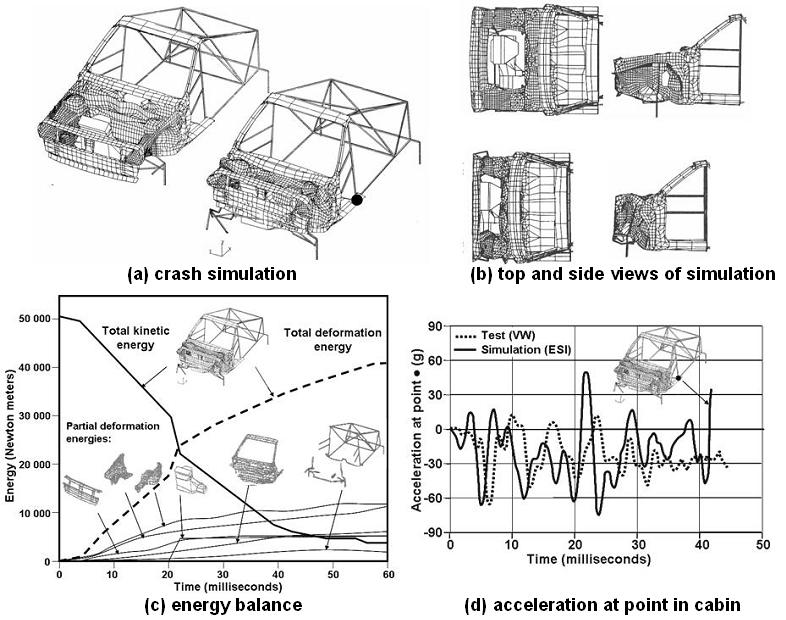
Grafici di un crash test

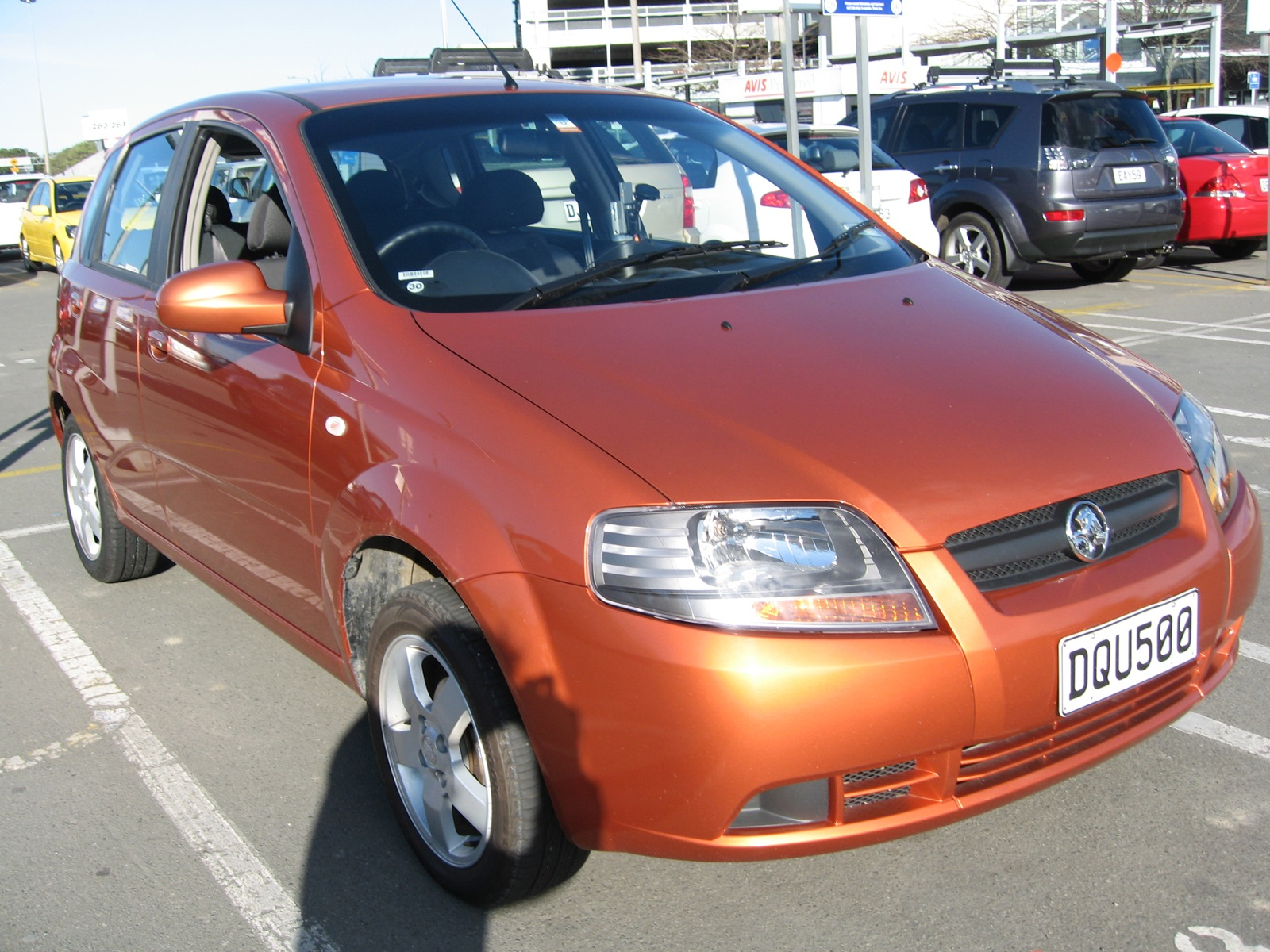
La Holden Barina del 2005 (conosciuta in Europa come Chevrolet Kalos) che totalizzò solo due stelle nei crash test e riscontrò di conseguenza un gravissimo calo delle vendite

I crash test sono condotti con standard rigorosamente scientifici e sicuri. Ogni test è molto costoso per cui devono essere estratti il maggior numero di dati da ognuno di essi. Solitamente questo richiede l'uso di strumenti per acquisire dati ad alta velocità, almeno un accelerometro triassiale e un manichino da crash test.

## Attribuzione punteggi
In ogni crash test viene attribuito un punteggio al veicolo testato. Il metodo di valutazione varia in base all'organizzazione che esegue il collaudo ma di solito è espresso in "stelline", da 1 a 5.
- L'EuroNCAP e l'ANCAP attribuiscono un punteggio dopo la prova d'impatto frontale disassato, laterale, del palo e del pedone.
- L'NHTSA esegue i test frontale pieno e laterale, oltre al rollover.
- L'IIHS prova i veicoli per il crash test frontale, pieno e disassato, per quello laterale oltre che per quello a bassa velocità (8 km/h).
- L'OSA esegue la prova d'impatto frontale piena, disassata e laterale.

## Reazioni dei consumatori
- Nel 1997, la Rover 100 ricevette una sola stella nel crash test dell'EuroNCAP[5]; le vendite crollarono e il modello uscì di produzione.
- Nel 2005 la Holden Barina fece notizia in Europa e in Australia totalizzando solo due stelle nei suoi crash test, con il risultato di minori vendite, ed evidenziando l'influenza del livello di sicurezza di un veicolo sul successo di un modello nel mercato.
- I modelli di seconda generazione Isuzu Trooper (1995–1997) furono valutati "Non accettabili" da Consumer Report per la loro tendenza al rollover durante i test. Dopo questa pubblicazione le vendite dell'auto non si ripresero più e due anni dopo la produzione cessò.
- La prima generazione della Mercedes-Benz Classe A si rivelò debole nelle manovre di guida per evitare un ostacolo (test dell'alce). La Mercedes-Benz iniziò immediatamente una serie di miglioramenti prima che le vendite risentissero dei risultati del test che includevano una delle prime applicazioni del controllo elettronico della stabilità (ESP).